# 聯合國中文日
聯合國中文日（英語：UN Chinese Language Day）是聯合國發起，在每年4月20日舉行的紀念活動。聯合國中文日是联合国在2010年所提出，目的是為了「庆祝多种语言以及文化的多样性，也提倡在聯合國的工作語言中平等的使用這六種官方語言。」聯合國中文日選在4月20日的原因是為了紀念倉頡，傳說中在五千年前創造中文字的神話人物。
第一屆的聯合國中文日是在2010年的11月12日，不過在2011年起聯合國中文日改在4月20日，對應二十四節氣中的穀雨。《淮南子·本經》中記載：以前倉頡製作文字，天上降下小米，鬼在夜裡哭泣（「昔者倉頡作書，而天雨粟，鬼夜哭。」）因此用穀雨來紀念倉頡以及其在中文上的貢獻。

## 年度活动

### 2021
2021年联合国中文日的活动主题是“聚焦象形文字”。在纽约联合国总部，联合国中国书会举办了三场在线活动，分别聚焦三种象形文字（良渚文化刻画符号、东巴文和甲骨文）以及与之相关的三个世界遗产地（良渚遗址、丽江古城和殷墟）。三场活动分别以古代四大文明、多种语言使用和自源文字为背景。三场活动分别是 良渚博物院导览、东巴文语言课和汉字的起源与演变讲座（介绍甲骨文和六书）。三场活动分别于4月19日至21日通过Zoom实时举行。中国常驻联合国代表张军大使在首场活动上致辞。

### 2024
2024年第十五个联合国中文日，举办了一系列活动：
1. 联合国中国书会于4月18日在联合国总部大楼第二会议室举行交流庆祝活动《载言载乐，和合共生》：联合国文娱理事会主席、传播部高官彼得·道金斯（Peter Dawkins）致欢迎词[8]。中国歌坛巨星周深，演唱了《大鱼》《和平颂》《等着我》三首中文歌曲，其中《和平颂》是一首专为今年联合国中文日创作的新曲[9][10]。《和平颂》歌词的英文译者、联合国译员季晨介绍了翻译心得，创作《和平颂》的中国青年音乐人罗威，分享了他们的灵感源泉和心路历程[11]。
2. 大会部文件司于4月8日-19日在阿尔巴诺大厅举行《二十四节气：古代中国第五大发明》展览，于4月19日通过线上会议介绍二十四节气。展览由中文处杨婧女士设计的24幅精美节气图配上8首由著名翻译家许渊冲翻译的与节气有关的唐诗宋词组成。
3. 联合国中国书会于4月15日-26日在联合国总部大楼各国代表入口处，举办《遇鉴汉字，和合共生》展览。[10][12]

## 外部連結
- 官方網站英文版 （页面存档备份，存于）
- 官方網站中文版 （页面存档备份，存于）